# Annette Charles
Annette Charles (Los Angeles, 5. ožujka 1948. – Los Angeles, 3. kolovoza 2011.) je bila američka filmska i televizijska glumica najpoznatija po ulozi "Cha Che" DiGregorio u filmskom hitu iz 70-ih "Briljanteen".

### Životopis
Charles je rođena kao Annette Cardona u Los Angelesu, Kaliforniji. Pod tim je imenom dobila magisterij u društvenim znanostima na newyorškom sveučilištu i bila je gostujuća profesorica na kalifornijskom sveučilištu Northridge.
Publici je ostala najpoznatija po ulozi plesačice "Cha Che" DiGregorio u mjuziklu "Briljanteen" iz 1978. godine. Gostovala je i u poznatim televizijskim serijama "Magnum, P.I.", "The Flying Nun", "Gunsmoke", "The Mod Squad", "Bonanza", "Barnaby Jones" i mnoge druge.
Umrla je 3. kolovoza 2011. godine od posljedica raka dojke.

## Vanjske poveznice
- Annette Charles u internetskoj bazi filmova IMDb-u (engl.)